# 卡龙藏语
卡龙藏语（也称Rdo或Rdoskad）是四川一种藏语支语言，曾被认为属于康方言。分布在阿坝藏族羌族自治州壤塘县。音系和语法细节反映它有嘉绒语日部话底层。:7–56

## 分布
卡龙藏语分布在阿坝州壤塘县中部杜科河下游吾依乡卡龙村、岗木达乡明达和章光等村。关系最近的色尔坝藏语紧邻在卡龙语区以西。

## 书目
- T-S. Sun Jackson, 2002. "Perfective stem renovation in Khalong Tibetan", Communication pre'sente'e au 8th Himalayan Symposium, Universite' de Berne, 19–22 September.